# 21436 Chaoyichi
Chaoyichi (asteróide 21436) é um asteróide da cintura principal, a 2,0013846 UA. Possui uma excentricidade de 0,0847875 e um período orbital de 1 181,17 dias (3,24 anos).
Chaoyichi tem uma velocidade orbital média de 20,14134398 km/s e uma inclinação de 3,73532º.
Este asteróide foi descoberto em 31 de Março de 1998 por LINEAR.